# Даяпервілл (Вісконсин)
Даяпервілл (англ. Diaperville) — переписна місцевість (CDP) в США, в окрузі Ешленд штату Вісконсин. Населення — 67 осіб (2020).

## Географія
Даяпервілл розташований за координатами 46°36′31″ пн. ш. 90°42′33″ зх. д. / 46.60861° пн. ш. 90.70917° зх. д. (46.608499, -90.709268).  За даними Бюро перепису населення США в 2010 році переписна місцевість мала площу 1,06 км², з яких 1,06 км² — суходіл та 0,00 км² — водойми.

## Демографія
Згідно з переписом 2010 року, у переписній місцевості мешкало 70 осіб у 22 домогосподарствах у складі 18 родин. Густота населення становила 66 осіб/км².  Було 24 помешкання (23/км²).
Расовий склад населення:
| - 92,9 % — корінних американців - 1,4 % — білих |

До двох чи більше рас належало 5,7 %. Частка іспаномовних становила 2,9 % від усіх жителів.
За віковим діапазоном населення розподілялося таким чином: 31,4 % — особи молодші 18 років, 60,0 % — особи у віці 18—64 років, 8,6 % — особи у віці 65 років та старші. Медіана віку мешканця становила 43,0 року. На 100 осіб жіночої статі у переписній місцевості припадало 100,0 чоловіків;  на 100 жінок у віці від 18 років та старших — 100,0 чоловіків також старших 18 років.
Середній дохід на одне домашнє господарство  становив 66 533 долари США (медіана — 68 333), а середній дохід на одну сім'ю — 70 382 долари (медіана — 68 750). 
Цивільне працевлаштоване населення становило 23 особи. Основні галузі зайнятості: мистецтво, розваги та відпочинок — 56,5 %, публічна адміністрація — 26,1 %, освіта, охорона здоров'я та соціальна допомога — 13,0 %, виробництво — 4,3 %.